# Bird Box (roman)
Pour les articles homonymes, voir Bird Box.
Bird Box (titre original : Bird Box) est un roman post-apocalyptique américain écrit par Josh Malerman (en), mieux connu comme le chanteur du groupe The High Strung. Le livre est publié au Royaume-Uni le 27 mars 2014 par Harper Voyager.
Une suite intitulée Malorie a été publié en 2020.

## Résumé
Le roman suit une femme qui doit trouver un moyen de guider des enfants et elle-même vers un abri en dépit de la menace de créatures invisibles qui provoquent la folie et mènent au suicide. L'histoire est partiellement racontée via des flashbacks et se déroule pendant trois périodes différentes.

## Adaptation cinématographique
Une adaptation cinématographique de ce roman est également nommée Bird Box (2018) et met en avant Sandra Bullock dans le rôle principal.